# Abbans-Dessus
Abbans-Dessus ist eine französische Gemeinde mit 283 Einwohnern (Stand: 1. Januar 2022) im Département Doubs in der Region Bourgogne-Franche-Comté.

## Geographie
Abbans-Dessus liegt auf 414 m, zwei Kilometer nördlich von Quingey und etwa 17 Kilometer südwestlich der Stadt Besançon (Luftlinie). Das Dorf erstreckt sich am westlichen Rand des Juras, an aussichtsreicher Lage auf einem Vorsprung des Höhenzuges zwischen den Tälern von Doubs und Loue.
Die Fläche des 4,43 km² großen Gemeindegebiets umfasst einen Abschnitt des westlichen französischen Juras. Der Hauptteil des Gebietes wird vom Höhenrücken eingenommen, der zu den äußersten Ausläufern des Juras gehört und sich in Richtung Südwest-Nordost zwischen den Tälern von Doubs im Norden und Loue im Süden hinzieht. Mit 470 m wird auf der Anhöhe südöstlich des Dorfes die höchste Erhebung von Abbans-Dessus erreicht. Nach Nordosten erstreckt sich das Gemeindeareal bis zur Waldhöhe von Montgardot (456 m), nach Südwesten bis zur Côte de Moini. Entwässert wird das Gebiet nach Norden zum Doubs.
Nachbargemeinden von Abbans-Dessus sind Abbans-Dessous und Boussières im Norden, Quingey im Osten und Süden sowie Byans-sur-Doubs im Westen.

## Geschichte

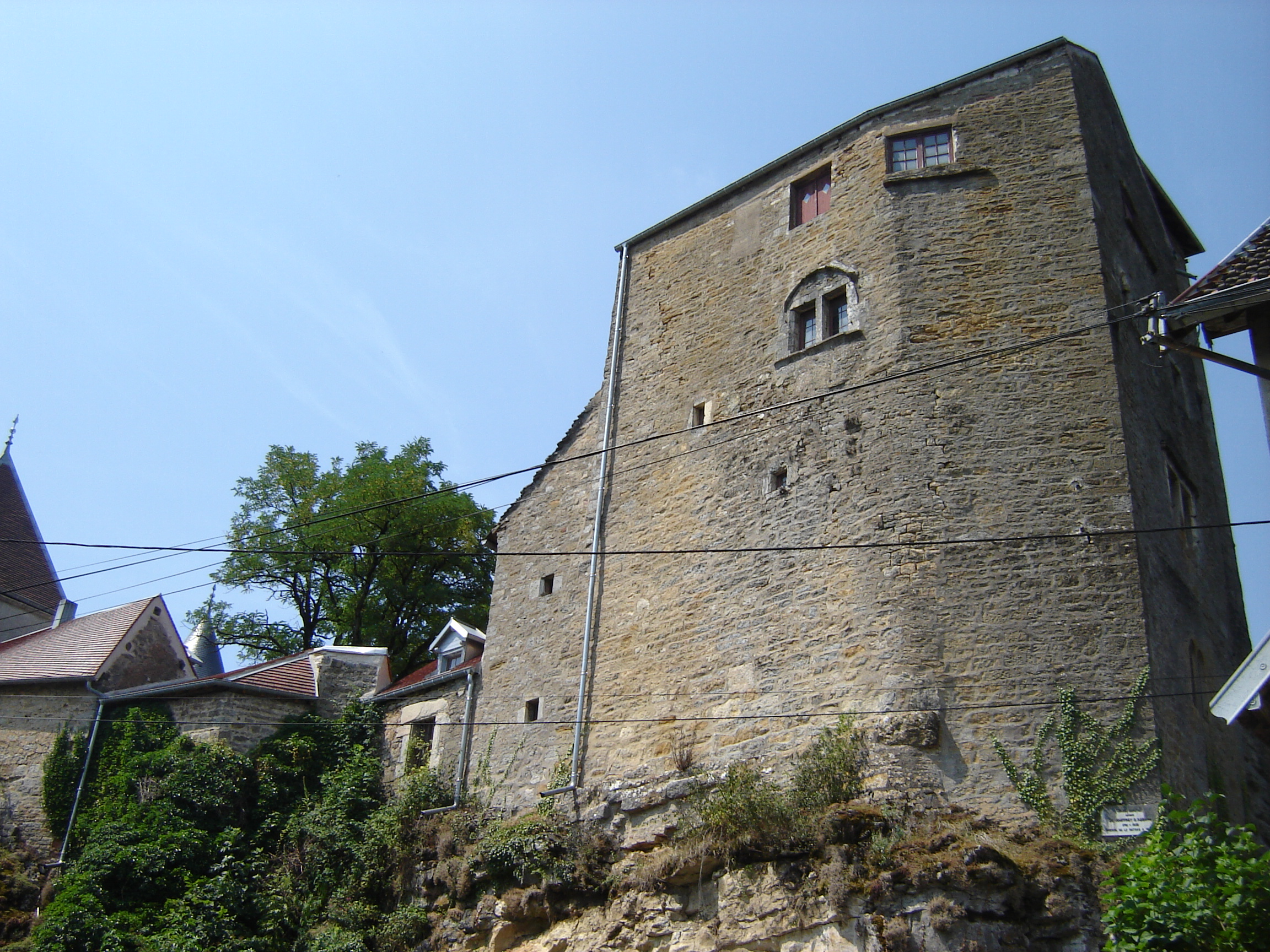
Schloss, Donjon aus dem 12. Jahrhundert

Seit dem 11. Jahrhundert war Abbans-Dessus der Mittelpunkt einer Herrschaft, die während langer Zeit der Familie Jouffroy gehörte. Zusammen mit der Franche-Comté gelangte das Dorf mit dem Frieden von Nimwegen 1678 an Frankreich.

## Sehenswürdigkeiten
Die Dorfkirche von Abbans-Dessus wurde im 18. Jahrhundert erbaut. Das Schloss, das im Jahr 1092 erstmals urkundlich erwähnt wird, zeigt Bauteile aus verschiedenen Zeitepochen. Zu den ältesten Teilen gehört der viereckige romanische Bergfried (12. Jahrhundert); zwei weitere Türme stammen aus dem 14. Jahrhundert, während die Wohngebäude im 18. Jahrhundert erneuert und umgestaltet wurden. Im alten Ortskern sind verschiedene Häuser aus dem 17. bis 19. Jahrhundert erhalten.

## Bevölkerung
| Jahr                       | 1962 | 1968 | 1975 | 1982 | 1990 | 1999 | 2006 | 2018 |
| Einwohner                  | 108  | 107  | 138  | 237  | 242  | 274  | 317  | 305  |
| Quellen: Cassini und INSEE |      |      |      |      |      |      |      |      |

Mit 283 Einwohnern (1. Januar 2022) gehört Abbans-Dessus zu den kleinen Gemeinden des Départements Doubs. Nachdem die Einwohnerzahl in der ersten Hälfte des 20. Jahrhunderts abgenommen hatte (1891 wurden noch 199 Personen gezählt), wurde seit Beginn der 1970er Jahre wieder ein Bevölkerungswachstum verzeichnet.

## Wirtschaft und Infrastruktur
Abbans-Dessus war bis weit ins 20. Jahrhundert hinein ein vorwiegend durch die Landwirtschaft (Ackerbau, Obstbau und Viehzucht) geprägtes Dorf. Daneben gibt es heute einige Betriebe des lokalen Kleingewerbes. Mittlerweile hat sich das Dorf auch zu einer Wohngemeinde gewandelt. Viele Erwerbstätige sind Wegpendler, die in den größeren Ortschaften der Umgebung ihrer Arbeit nachgehen.
Die Ortschaft liegt abseits der größeren Durchgangsstraßen an einer Departementsstraße, die von Boussières nach Quingey führt. Weitere Straßenverbindungen bestehen mit Abbans-Dessous und Byans-sur-Doubs.

## Persönlichkeiten
- Claude François Jouffroy d’Abbans (1751–1832), Ingenieur